# Shirley Gee
Pour les articles homonymes, voir Gee.
Shirley Gee (née le 25 avril 1932 à Londres et morte le 22 novembre 2016 à Londres) est une dramaturge britannique.

## Prix
Never In My Lifetime remporte le Prix Susan Smith Blackburn (en) et l'édition 1983 des Giles Cooper Awards de la BBC. Elle remporte également l'édition 1979 de ce même prix pour Typhoid Mary.

## Créations

### Pièces
- 1983 : Typhoid Mary
- 1984 : Never In My Lifetime, 1993, 86 p. (ISBN 978-0-573-69475-2)
- 1986 : Ask For The Moon, Faber and Faber, 1987 (ISBN 978-0-571-13875-3)
- 1989 : Warrior : A Play, Samuel French Ltd, 1991, 68 p. (ISBN 978-0-573-01931-9).

### Anthologies
- Best Radio Plays of 1979 (Modern Plays), Methuen, 1980, 192 p. (ISBN 978-0-413-47130-7)
- Best Radio Plays of 1983 (Modern Plays), Wally K. Daly, 1984 (ISBN 978-0-413-55220-4)

### Pièces radiophoniques
- 1974 : Never In My Lifetime, 1993, 86 p. (ISBN 978-0-573-69475-2): Stones
- 1976 : The Vet's Daughter, adapté du roman de Barbara Comyns
- 1977 : Moonshine
- 1976 : Typhoid Mary[1],[2].
- 1979 : Bedrock
- 1981 : Men on White Horses, adapté du roman de Pamela Haines
- 1982 : Our Regiment, documentaire
- 1983 : Never in My Lifetime
- 1988 : Against the Wind, inspiré de la vie de Hannah Snell.

### Télédrames
- 1984 : Long Live the Babe
- 1985 : Flights

## Critiques
« La brutalité continue du conflit entre les Anglais et les Irlandais est saisie avec une conscience empathique dans Never in My Lifetime de Shirley Gee. La pièce, lauréate du Prix 1984 Susan Smith Blackburn, connaît sa première américaine ici au Hartman Theater Company. Comme prévu, il n'y a pas de méchants ni de martyrs dans cette partie de l'Irlande du Nord déchirée par la guerre. Tout le monde devient l'ennemi de son frère...
Le travail de Mme Gee se distingue par une certaine naturalité et du lyrisme. Nous croyons en l'attachement entre ce jeune couple et nous espérons - sans encouragement - que leur vie pourrait être différente, même si tous deux sont manipulés par les loyautés vis-à-vis de la famille, de l'amitié et du pays »